# Steffi Neriusová
Steffi Neriusová (* 1. července 1972 Bergen auf Rügen, Meklenbursko-Přední Pomořansko) je bývalá německá atletka, oštěpařka.
Předtím než se začala věnovat atletice, hrávala volejbal. V roce 1991 vybojovala bronzovou medaili na juniorském mistrovství Evropy v Soluni, kde mj. stříbro získala Nikola Brejchová. Mezi její největší úspěchy patří titul mistryně světa z roku 2009, stříbrná medaile z letních olympijských her 2004, tři bronzové medaile z mistrovství světa v atletice 2003, 2005 a 2007 a titul mistryně Evropy z roku 2006.

## Přehled největších úspěchů
- 9. místo (60,20 m) - LOH 1996
- 6. místo (62,08 m) - ME 1998
- 4. místo (64,84 m) - LOH 2000
- 5. místo (62,08 m) - MS 2001
- 2. místo (64,09 m) - ME 2002
- 3. místo (62,70 m) - MS 2003
- 2. místo (65,82 m) - LOH 2004
- 3. místo (65,96 m) - MS 2005
- 1. místo (65,82 m) - ME 2006
- 3. místo (64,42 m) - MS 2007
- 5. místo (65,29 m) - LOH 2008
- 1. místo (67,30 m) - MS 2009